# جبال سانتا ريتا
جبال سانتا ريتا (بالأودهمية: To: wa Kuswo Doʼag)،تقع على بعد حوالي 65 كم (40 ميل) جنوب شرق توكسون، أريزونا، وتمتد 42 كم (26 ميل) من الشمال إلى الجنوب، ثم تتجه إلى الجنوب الشرقي. تندمج مرة أخرى باتجاه الجنوب الشرقي في جبال باتاغونيا، وتتجه نحو الشمال الغربي والجنوب الشرقي. أعلى نقطة في السلسلة وفي منطقة توكسون، هو جبل رايتسون، بارتفاع 9453 قدمًا (2881 مترًا)، وتحتوي السلسلة على وادي ماديرا كانيون، أحد مناطق الطيور الرئيسية في العالم. يقع مرصد فريد لورانس ويبل التابع لمؤسسة سميثسونيان على جبل هوبكنز. السلسلة تضم إحدى جزر السماء مادرين.
تقع جبال سانتا ريتا في الغالب داخل غابة كورونادو الوطنية. قبل عام 1908 كانت المكون الرئيسي لغابة سانتا ريتا الوطنية، التي دُمجت مع مساحات الغابات الصغيرة الأخرى لتشكيل كورونادو. يقع جزء كبير من السلسلة داخل برية جبل رايتسون، الذي تديره غابة كورونادو الوطنية. تعرضت جبال سانتا ريتا لحروق شديدة في يوليو 2005 في حريق فلوريدا.
تشمل سلاسل الجبال الأخرى المحيطة بوادي توكسون جبال سانتا كاتالينا وجبال رينكون وجبال توكسون وجبال تورتوليتا.